# Trialeurodes amealcensis
Trialeurodes amealcensis là một loài côn trùng cánh nửa trong họ Aleyrodidae, phân họ Aleyrodinae.
Trialeurodes amealcensis được Carapia-Ruiz miêu tả khoa học đầu tiên năm 2003.